# Gobernador de Baja California Sur
El gobernador del Estado de Baja California Sur es el titular del poder ejecutivo de dicho estado. Es elegido mediante voto directo y universal. Una vez electo entra en funciones el 10 de septiembre del año de la elección. Su periodo dura un total de seis años no reelegible en ningún caso, incluso en el caso de haber sido en calidad de interino, provisional, sustituto o como encargado del despacho.
Su cargo es únicamente renunciable por causa grave que debe de ser calificada por el Congreso del Estado de Baja California Sur. A su vez, en caso de renuncia, muerte o sustitución, el Congreso nombra a un gobernador interino para que posteriormente se nombre a un gobernador provisional o sustituto según sea el caso por las reservas que contemple.
El cargo existe desde su inclusión en la Constitución Política de Baja California Sur promulgada el 5 de enero de 1975. Su primer titular como constitucional fue Ángel César Mendoza Arámburo que accedió al cargo en abril de 1975. Su método de elección, requisitos y mecanismos de sustutución son expresadas en la sección I «Del gobernador» del Capítulo II «El Poder Ejecutivo» de la Constitución y sus facultades, responsabilidades y obligaciones son expresadas en la sección II «De las facultades y obligaciones del gobernador» del mismo capítulo. Destacada que el gobernador dirige de la admiración pública del Estado; para aquella labor es auxiliado por su gabinete nombrado por él mismo para que sean, a su vez, la cabeza de las distintas secretarías y dependencias locales.
Hasta el actual sexenio (2021-2027) un total de diez hombres han ocupado la titularidad del cargo.

## Desarrollo histórico

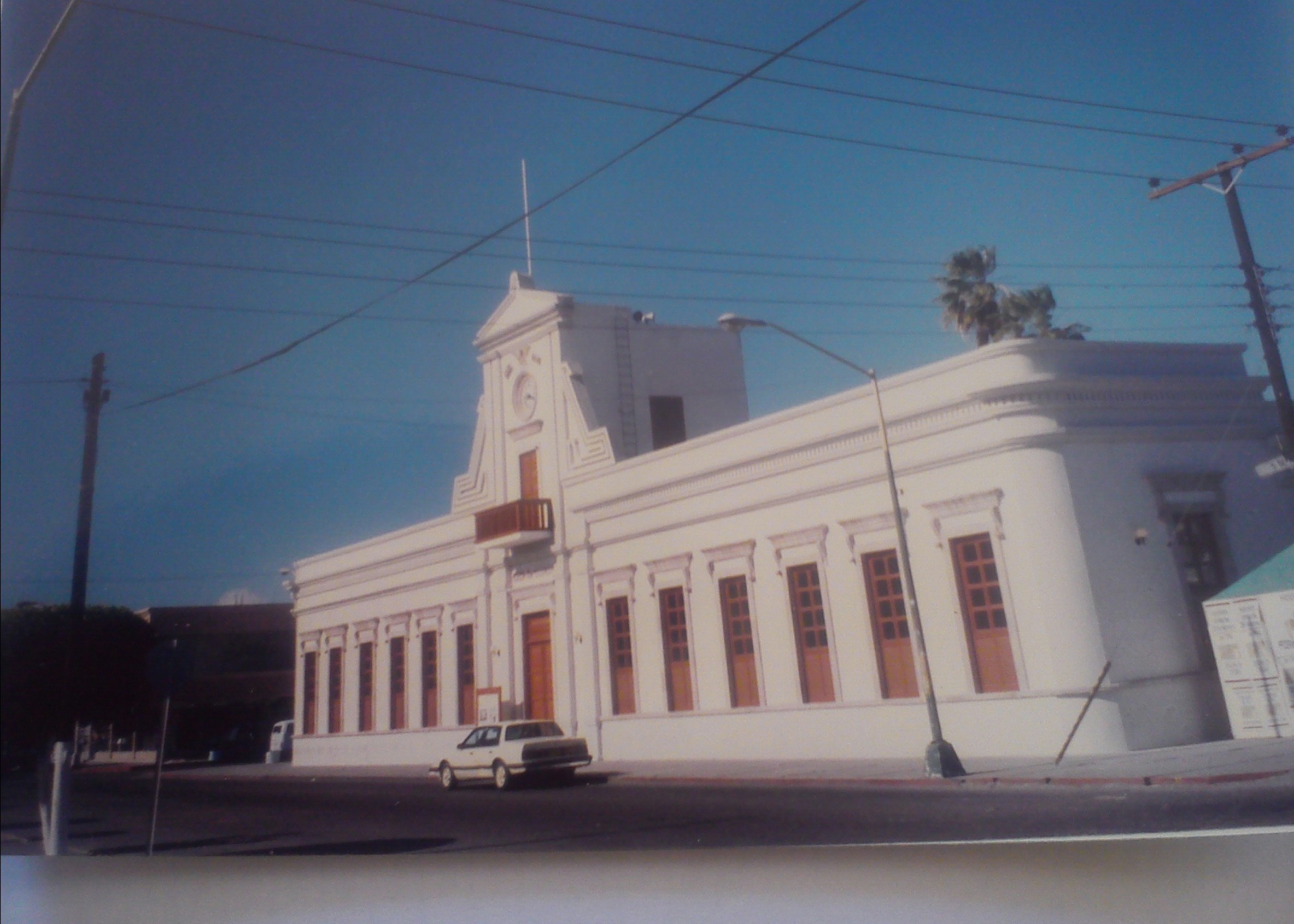
Antigua Casa de Gobierno, sede del jefe político.

El primer ente político que fungió como predecesor del actual estado fue el Territorio Sur de Baja California existente entre 1930 hasta 1974. Como era un territorio federal su gobierno emanaba directamente del gobierno federal y el titular del ejecutivo —cuya denominación oficial era «Gobernador del Territorio Sur de Baja California»— era nombrado directamente por el presidente de México en turno. Entre 1931 y 1974 tuvo un total de gobernadores que, debido a la hegemonía del priísta provinieron en su totalidad del Partido Revolucionario Institucional (PRI) y de su antecesor el Partido de la Revolución Mexicana (PRM).
El 8 de octubre de 1974 se publicó en el Diario Oficial de la Federación el decreto del presidente Luis Echeverría Álvarez en el que dicho territorio fue admitido como estado libre y soberano con capital en La Paz siendo el 31.º y último estado por orden de unión a la Federación. Fue nombrado como gobernador provisional Félix Agramont Cota, último gobernador del territorio.
Una vez convocada la Legislatura constituyente del Congreso local promulgó la Constitución Política de Baja California Sur el 5 de enero de 1975 en la que se contempló la figura. El 5 de abril del mismo año accedió al cargo Ángel César Mendoza Arámburo electo en las elecciones estatales de 1975 el 2 de marzo.
Después de la creación de la figura la supremacía del PRI siguió en el Estado hasta las elecciones estatales de 1999 en las que por primera vez fue electo un candidato ajeno al PRI, en este caso a Leonel Cota Montaño, del Partido de la Revolución Democrática.

## Requisitos para ejercer el cargo
En el artículo 69 de la Constitución del Estado se expresan los requerimientos que se deben cumplir para acceder al cargo:

1. Ser ciudadano mexicano por nacimiento, nativo del Estado con residencia efectiva no menor de tres años antes de la elección, o vecino de él durante 5 años anteriores al día de la elección.
2. Tener 30 años cumplidos el día de la elección.
3. No pertenecer al estado eclesiástico ni ser ministro de algún culto, a menos que se separe formal, material y definitivamente de su ministerio cuando menos cinco años antes del día de la elección.
4. No ser militar en servicio activo o ciudadano con mando en los cuerpos de seguridad pública, dentro de los noventa días anteriores a la fecha de la elección.
5. No ser funcionario o empleado federal, noventa días anteriores a la fecha de la elección.
6. No ser Secretario del despacho del Poder Ejecutivo, Procurador General de Justicia, Magistrado del Tribunal Superior de Justicia del Estado, Diputado Local, Presidente Municipal y cualquier otra persona que desempeñe cargo público estatal o municipal, noventa días naturales anteriores a la fecha de la elección; y
7. No estar comprendido en alguna de las prohibiciones establecidas por el Artículo 78 de esta Constitución.

## Funciones
Algunas de las funciones, obligaciones y responsabilidades del gobernador expresadas en el artículo 79 de la Constitución son las siguientes:
- Representar al Estado en comisiones federales y estatales.
- Nombrar y remover libremente los secretarios de despacho que de él dependan.
- Realizar contratos de servicios a largo plazo con autorización del Congreso.
- Postular al procurador general de Justicia para su aprobación en el Congreso.
- Postular magistrados del Tribunal Superior de Justicia del Estado para su aprobación en el Congreso.
- Pedir la destitución de funcionarios judiciales según las leyes.
- Conceder amnistías por delitos estatales.
- Conceder indultos a sentenciados por delitos comunes.

## Toma de protesta
Al tomar posesión del cargo realiza una toma de protesta en el Congreso del Estado generalmente cuyo discurso —inspirado en la toma de protesta del presidente de México— es fijo y dice lo siguiente:

Protesto guardar y hacer guardar la Constitución Política de los Estados Unidos Mexicanos, la del Estado de Baja california Sur y las leyes que de ellas emanen, y desempeñar leal y patrióticamente el cargo de gobernador del Estado que el pueblo me ha conferido, mirando en todo por el bien y prosperidad de la Nación y del Estado de Baja California Sur, si así no lo hiciere, que el pueblo me lo demande.

## Sustitución del cargo
- Por ausencia temporal (no mayor a treinta días) del gobernador puede suplirlo, por previo aviso al Congreso, el secretario general de Gobierno.
- Por ausencia definitiva —renuncia, muerte o destitución— del gobernador el Congreso nombrará a alguien que lo reemplace según estas consideraciones:[7]
  - Su si ausencia fuera el día de la toma de protesta —tanto por la falta del gobernador electo como por la anulación de elecciones— el Congreso local designará a un gobernador interino. En el caso de que el Congreso no esté reunido se encargará la Comisión permanente y nombrará, en su lugar, un gobernador provisional.
  - Si su falta se diera en los primeros dos años del sexenio, el Congreso votará en secreto —con un quorum de dos terceras partes de los curules— un gobernador interno cuyo deber principal será convocara a elecciones extraordinarias. En el caso de que el Congreso no esté reunido se encargará la Comisión permanente y nombrará en su lugar, un gobernador provisional en espera a la reunión del Congreso.
  - Si su falta se diera en los últimos cuatro años del sexenio se ocuparía el mismo proceso en el que, por falta del Congreso se nombraría a un provisional, pero una vez reunido el Congreso nombraría un gobernador sustituto, no interino.